# Oxytate taprobane
Oxytate taprobane es una especie de araña cangrejo del género Oxytate, familia Thomisidae. Fue descrita científicamente por Benjamin en 2001.

## Distribución
Esta especie se encuentra en Sri Lanka.

## Tratamiento taxonómico
La especie aparece registrada y publicada en The genus Oxytate L. Koch 1878 from Sri Lanka, with description of Oxytate taprobane sp. n. (Araneae: Thomisidae). Journal of the Society for Asian Natural History 5: 153–158.